# Tojad

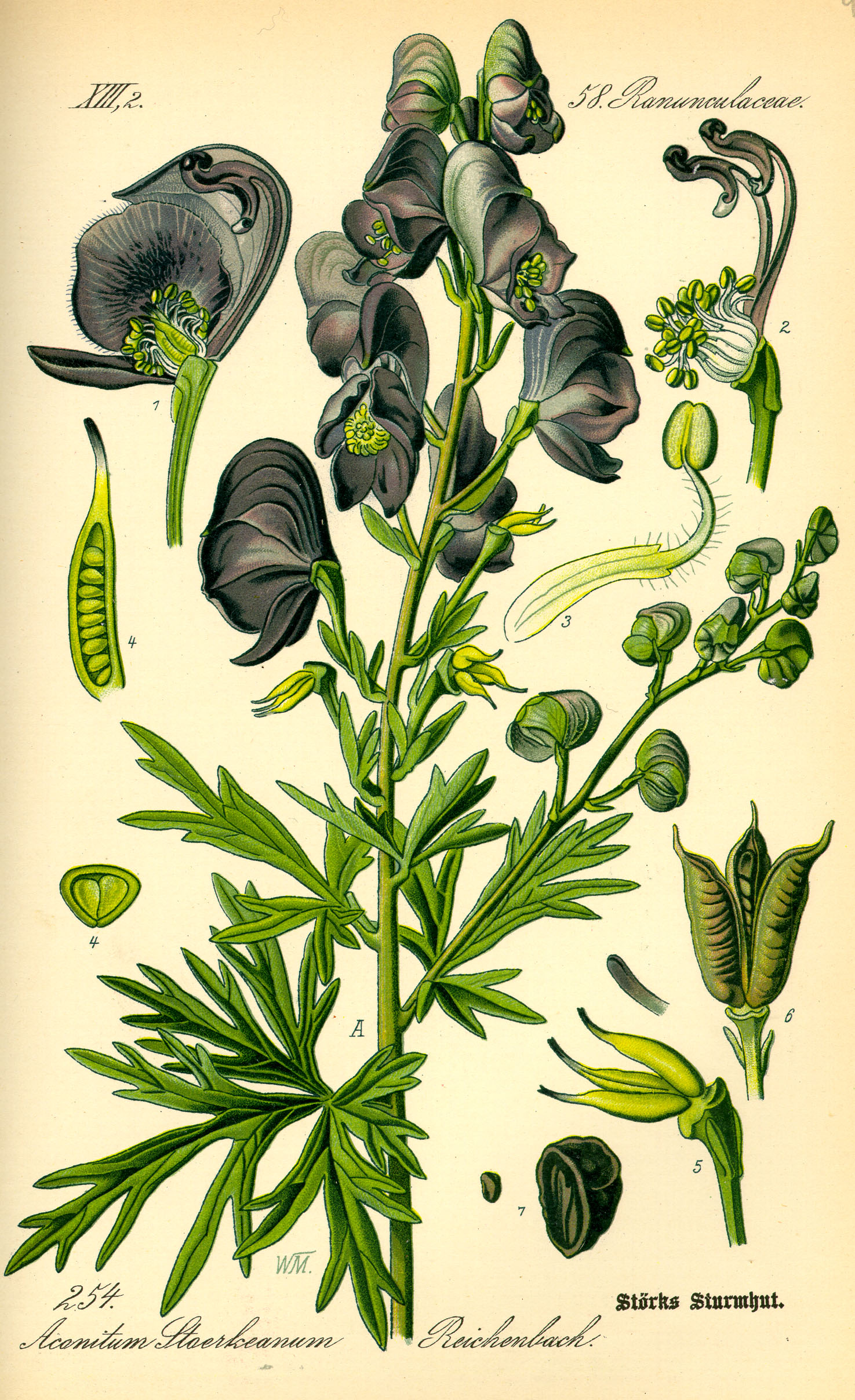
Morfologia (tojad mocny)

Tojad (Aconitum L.) – rodzaj roślin z rodziny jaskrowatych (Ranunculaceae Juss.). Zwyczajowo bywa nazywany mordownikiem (z racji trujących własności). Liczy ok. 320 gatunków. Występują one na półkuli północnej.

## Morfologia
Liście dłoniastodzielne. Kwiaty grzbieciste o barwie fioletowej, lub rzadziej żółtej. Środkowe działki kielicha jajowate, najniższe eliptyczne, górny hełmiasty. Osiem płatków, z których dwa przekształcone w miodniki z pastorałowato skręconą ostrogą. Pozostałe płatki niepozorne, łuskowate lub ich brak. Owoc: wielonasienny mieszek. Nasiona listewkowato zmarszczone, brązowoczarne. Korzeń wrzecionowato lub bulwiasto zgrubiały.

## Biologia
Rośliny bardzo silnie trujące. Zawierają alkaloidy dwuterpenowe: akonitynę, akoninę, napelinę, mezakoninę.

## Systematyka
Pozycja systematyczna
Rodzaj z rodziny jaskrowatych Ranunculaceae.
Gatunki flory Polski
- tojad Berdaua Aconitum × berdaui Zapał.
- tojad niski Aconitum bucovinense Zapał.
- tojad Kluzjusza Aconitum clusianum Rchb. ≡ A. plicatum var. clusianum (Rchb.) Mitka & Starm.[4]
- tojad czarnohorski Aconitum × czarnohorense (Zapał.) Mitka
- tojad wiechowaty Aconitum degenii Gáyer
- tojad wyniosły Aconitum × exaltatum Bernh. ex Rchb.
- tojad mocny Aconitum firmum Rchb.
- tojad Gayera Aconitum × gayeri Starmũhl
- tojad wschodniokarpacki Aconitum lasiocarpum (Rchb.) Gáyer
- tojad lisi Aconitum lycoctonum L. emend. Koelle
- tojad kosmaty Aconitum maninense (Skalicky) Mitka ≡ A. firmum subsp. maninense (Skalický) Starm.[4]
- tojad Marii Aconitum × mariae Rottensteiner, Mitka & Novikov
- tojad mołdawski Aconitum moldavicum Hacq.
- tojad karłowaty Aconitum × nanum (Baumg.) Simonk.
- tojad Pawłowskiego Aconitum × pawlowskii Mitka & Starmũhl.
- tojad sudecki Aconitum plicatum Kőhler ex Rchb.
- tojad dzióbaty, t. pstry Aconitum variegatum L.
- tojad Zapałowicza Aconitum × zapalowiczii (Starmũhl.) Mitka

Wykaz gatunków
- Aconitum abietetorum W.T.Wang & L.Q.Li
- Aconitum acutiusculum H.R.Fletcher & Lauener
- Aconitum ajanense Steinb.
- Aconitum alboflavidum W.T.Wang
- Aconitum alboviolaceum Kom.
- Aconitum alpinonepalense Tamura
- Aconitum ambiguum Rchb.
- Aconitum amplexicaule Lauener
- Aconitum angulatum Tamura
- Aconitum angusticassidatum Steinb.
- Aconitum angustifolium Bernh. ex Rchb.
- Aconitum anthora L. – tojad południowy
- Aconitum apetalum (Huth) B.Fedtsch.
- Aconitum aquilonare A.Kern. ex Gáyer
- Aconitum artemisiifolium A.I.Baranov & Skvortsov
- Aconitum arunii P.Agnihotri, D.Husain & T.Husain
- Aconitum asahikawaense Kadota
- Aconitum assamicum Lauener
- Aconitum × austriacum Mucher
- Aconitum austrokoreense Koidz.
- Aconitum axilliflorum Vorosch.
- Aconitum azumiense Kadota & Hashido
- Aconitum baburinii (Vorosch.) Schlotgauer
- Aconitum baicalense (Regel) Turcz. ex Rapaics
- Aconitum bailangense Y.Z.Zhao
- Aconitum barbatum Patrin ex Pers. – tojad bródkowaty
- Aconitum × bartokianum Starm.
- Aconitum basitruncatum W.T.Wang
- Aconitum × baumgartenianum Simonk.
- Aconitum × berdaui Zapal. – tojad Berdaua
- Aconitum bhedingense Lauener
- Aconitum bhutanobulbilliferum Kadota
- Aconitum biflorum Fisch. ex DC.
- Aconitum brachypodum Diels
- Aconitum bracteolatum Lauener
- Aconitum brevicalcaratum (Finet & Gagnep.) Diels
- Aconitum brevilimbum Lauener
- Aconitum brevipes (W.T.Wang) Luferov & Erst
- Aconitum brevipetalum W.T.Wang
- Aconitum brunneum Hand.-Mazz.
- Aconitum bucovinense Zapal. – tojad niski
- Aconitum × bujbense Stepanov
- Aconitum bulbilliferum Hand.-Mazz.
- Aconitum bulleyanum Diels
- Aconitum burnatii Gáyer
- Aconitum calthifolium H.F.Comber
- Aconitum × cammarum L. – tojad ogrodowy
- Aconitum campylorrhynchum Hand.-Mazz.
- Aconitum cannabifolium Franch. ex Finet & Gagnep.
- Aconitum carmichaelii Debeaux – tojad Carmichael'a
- Aconitum changianum W.T.Wang
- Aconitum charkeviczii Vorosch.
- Aconitum chasmanthum Stapf ex Holmes
- Aconitum chayuense W.T.Wang
- Aconitum chiachaense W.T.Wang
- Aconitum chiisanense Nakai
- Aconitum chilienshanicum W.T.Wang
- Aconitum chinense Paxton
- Aconitum chloranthum Hand.-Mazz.
- Aconitum chrysotrichum W.T.Wang
- Aconitum chuianum W.T.Wang
- Aconitum ciliare DC.
- Aconitum cochleare Vorosch.
- Aconitum columbianum Nutt.
- Aconitum consanguineum Vorosch.
- Aconitum contortum Finet & Gagnep.
- Aconitum coreanum (H.Lév.) Rapaics
- Aconitum crassiflorum Hand.-Mazz.
- Aconitum crassifolium Steinb.
- Aconitum curvipilum Riedl
- Aconitum cymbulatum (Schmalh.) Lipsky
- Aconitum × czarnohorense (Zapal.) Mitka – tojad czarnohorski
- Aconitum daxinganlinense Y.Z.Zhao
- Aconitum decipiens Vorosch. & Anfalov
- Aconitum degenii Gáyer – tojad wiechowaty
- Aconitum delavayi Franch.
- Aconitum delphiniifolium DC.
- Aconitum desoulavyi Kom.
- Aconitum dhwojii Lauener
- Aconitum diqingens Q.E.Yang & Z.D.Fang
- Aconitum dissectum D.Don
- Aconitum dolichorhynchum W.T.Wang
- Aconitum dolichostachyum W.T.Wang
- Aconitum × dragulescuanum Mucher
- Aconitum duclouxii H.Lév.
- Aconitum dunhuaense S.H.Li
- Aconitum elliotii Lauener
- Aconitum elwesii Stapf
- Aconitum episcopale H.Lév.
- Aconitum × exaltatum Bernh. ex Rchb. – tojad wyniosły
- Aconitum falciforme Hand.-Mazz.
- Aconitum fanjingshanicum W.T.Wang
- Aconitum ferox Wall. ex Ser.
- Aconitum finetianum Hand.-Mazz.
- Aconitum firmum Rchb. – tojad mocny
- Aconitum fischeri Rchb. – tojad Fischera
- Aconitum flavum Hand.-Mazz.
- Aconitum fletcherianum G.Taylor
- Aconitum formosanum Tamura
- Aconitum forrestii Stapf
- Aconitum franchetii Finet & Gagnep.
- Aconitum fukutomei Hayata
- Aconitum funiculare Stapf
- Aconitum fusungense S.H.Li & Y.H.Huang
- Aconitum gassanense Kadota & Sh.Kato
- Aconitum × gayeri Starmuhl – tojad Gayera
- Aconitum geniculatum H.R.Fletcher & Lauener
- Aconitum georgei H.F.Comber
- Aconitum gigas H.Lév. & Vaniot
- Aconitum glabrisepalum W.T.Wang
- Aconitum glandulosum Rapaics
- Aconitum grandibracteolatum (W.T.Wang) Luferov & Erst
- Aconitum gubanovii Luferov & Vorosh.
- Aconitum habaense W.T.Wang
- Aconitum hamatipetalum W.T.Wang
- Aconitum haridasanii R.Tiwary, Harsh Singh & D.Adhikari
- Aconitum × hebegynum DC. – tojad kosmatoowockowy
- Aconitum helenae Vorosch.
- Aconitum hemsleyanum E.Pritz.
- Aconitum henryi E.Pritz. ex Diels – tojad Henryego
- Aconitum heterophylloides (Brühl) Stapf
- Aconitum heterophyllum Wall. ex Royle
- Aconitum hezuoense W.T.Wang
- Aconitum hicksii Lauener
- Aconitum hiroshi-igarashii Kadota
- Aconitum hookeri Stapf
- Aconitum hopeiense (W.T.Wang) Vorosch.
- Aconitum huiliense Hand.-Mazz.
- Aconitum ichangense (Finet & Gagnep.) Hand.-Mazz.
- Aconitum iidemontanum Kadota, Kita & Ueda
- Aconitum iinumae Kadota
- Aconitum ikedae Kadota
- Aconitum incisofidum W.T.Wang
- Aconitum infectum Greene
- Aconitum iochanicum Ulbr.
- Aconitum iranshahrii Riedl
- Aconitum jaluense Kom.
- Aconitum japonicum Thunb.
- Aconitum jeholense Nakai & Kitag.
- Aconitum jenisseense Polozhij
- Aconitum jilongense W.T.Wang & L.Q.Li
- Aconitum jin-muratae Kadota & Nob.Tanaka
- Aconitum kagerpuense W.T.Wang
- Aconitum kamelinii A.A.Solovjev
- Aconitum karafutense Miyabe & Nakai
- Aconitum karakolicum Rapaics
- Aconitum kashmiricum Stapf ex Coventry
- Aconitum khanminthunii A.A.Solovjev & Shmakov
- Aconitum kirghistanicum Kadota
- Aconitum kirinense Nakai
- Aconitum kitadakense Nakai
- Aconitum kiyomiense Kadota
- Aconitum komarovianum Nakai
- Aconitum kongboense Lauener
- Aconitum korshinskyi Tzvelev
- Aconitum krasnoboroffii Kadota
- Aconitum krylovii Steinb.
- Aconitum kunasilense Nakai
- Aconitum kungshanense W.T.Wang
- Aconitum kurilense Takeda
- Aconitum kurramense Qureshi & Chaudhri
- Aconitum kusnezoffii Rchb.
- Aconitum kuzenevae Vorosch.
- Aconitum laeve Royle
- Aconitum laevicaule W.T.Wang
- Aconitum lamarckii Rchb. ex Spreng. – tojad Lamarcka
- Aconitum lasianthum (Rchb.) Simonk.
- Aconitum lasiocarpum (Rchb.) Gáyer – tojad wschodniokarpacki
- Aconitum lasiostomum Rchb. ex Besser – tojad włochaty
- Aconitum legendrei Hand.-Mazz.
- Aconitum leiwuqiense W.T.Wang
- Aconitum lethale Griff.
- Aconitum leucostomum Vorosch.
- Aconitum liangshanicum W.T.Wang
- Aconitum lianhuashanicum W.T.Wang
- Aconitum liljestrandii Hand.-Mazz.
- Aconitum limprichtii Hand.-Mazz.
- Aconitum loczyanum Rapaics
- Aconitum longe-crassidatum Nakai
- Aconitum longilobum W.T.Wang
- Aconitum longipedicellatum Lauener
- Aconitum luanchuanense W.T.Wang
- Aconitum ludlowii Exell
- Aconitum lycoctonifolium W.T.Wang & L.Q.Li
- Aconitum lycoctonum L. – tojad lisi, t. wilczy
- Aconitum macrorhynchum Turcz. ex Ledeb.
- Aconitum mashikense Kadota & S.Umezawa
- Aconitum maximum Pall. ex DC.
- Aconitum milinense W.T.Wang
- Aconitum miyabei Nakai
- Aconitum moldavicum Hacq. – tojad mołdawski
- Aconitum monanthum Nakai
- Aconitum monticola Steinb.
- Aconitum moschatum (Brühl) Stapf
- Aconitum nagarum Stapf
- Aconitum nakaoi Tamura
- Aconitum namlaense W.T.Wang
- Aconitum × nanum (Baumg.) Simonk. – tojad karłowaty
- Aconitum napellus L. – tojad najmocniejszy
- Aconitum nasutum Fisch. ex Rchb.
- Aconitum naviculare (Brühl) Stapf
- Aconitum nemorum Popov
- Aconitum neosachalinense H.Lév.
- Aconitum neotortuosum Nakai
- Aconitum nielamuense W.T.Wang
- Aconitum nipponicum Nakai
- Aconitum noveboracense A.Gray ex Coville
- Aconitum novoaxillare W.T.Wang
- Aconitum novoluridum Munz
- Aconitum nutantiflorum P.K.Chang ex W.T.Wang
- Aconitum ochotense Rchb.
- Aconitum ohmorii Kadota
- Aconitum okuyamae Nakai
- Aconitum orientale Mill. – tojad wschodni
- Aconitum orochryseum Stapf
- Aconitum ouvrardianum Hand.-Mazz.
- Aconitum ovatum Lindl.
- Aconitum palmatum D.Don
- Aconitum paradoxum Rchb.
- Aconitum parcifolium Q.E.Yang & Z.D.Fang
- Aconitum paskoi Vorosch.
- Aconitum × pawlowskii Mitka & Starm. – tojad Pawłowskiego
- Aconitum pendulicarpum P.K.Chang ex W.T.Wang
- Aconitum pendulum N.Busch
- Aconitum pentheri Hayek
- Aconitum phyllostegium Hand.-Mazz.
- Aconitum piepunense Hand.-Mazz.
- Aconitum pilipes (Rchb.) Gáyer
- Aconitum pilopetalum W.T.Wang & L.Q.Li
- Aconitum × pilosiusculum (Ser.) Gáyer
- Aconitum plicatum Köhler ex Rchb. – tojad sudecki
- Aconitum poluninii Lauener
- Aconitum polycarpum P.K.Chang ex W.T.Wang
- Aconitum polyschistum Hand.-Mazz.
- Aconitum pomeense W.T.Wang
- Aconitum popovii Steinb. & Schischk. ex Siplivinskii
- Aconitum potaninii Kom.
- Aconitum productum Rchb.
- Aconitum prominens Lauener
- Aconitum pseudobrunneum W.T.Wang
- Aconitum pseudodivaricatum W.T.Wang
- Aconitum pseudokongboense W.T.Wang & L.Q.Li
- Aconitum pseudokusnezowii Vorosch.
- Aconitum pseudolaeve Nakai
- Aconitum pseudostapfianum W.T.Wang
- Aconitum pterocaule Koidz.
- Aconitum pteropus Nakai
- Aconitum puchonroenicum Uyeki & Sakata
- Aconitum pulchellum Hand.-Mazz.
- Aconitum pyramidale Mill. – tojad piramidalny
- Aconitum quelpaertense Nakai
- Aconitum racemulosum Franch.
- Aconitum raddeanum Regel
- Aconitum ramulosum W.T.Wang
- Aconitum ranunculoides Turcz.
- Aconitum reclinatum A.Gray
- Aconitum refracticarpum P.K.Chang ex W.T.Wang
- Aconitum refractum (Finet & Gagnep.) Hand.-Mazz.
- Aconitum rhombifolium F.H.Chen
- Aconitum richardsonianum Lauener
- Aconitum rilongense Kadota
- Aconitum rockii H.R.Fletcher & Lauener
- Aconitum rotundifolium Kar. & Kir.
- Aconitum rotundocassideum W.T.Wang
- Aconitum rubicundum (Ser.) Fisch. ex C.Young, J.Young & P.Young
- Aconitum sachalinense F.Schmidt
- Aconitum sajanense Kuminova
- Aconitum scaposum Franch.
- Aconitum × schneebergense Gáyer
- Aconitum sczukinii Turcz.
- Aconitum secundiflorum W.T.Wang
- Aconitum senanense Nakai
- Aconitum septentrionale Koelle
- Aconitum seravschanicum Steinb.
- Aconitum × setosum Grint.
- Aconitum shennongjiaense Q.Gao & Q.E.Yang
- Aconitum sherriffii Lauener
- Aconitum sinchiangense W.T.Wang
- Aconitum sinoaxillare W.T.Wang
- Aconitum sinomontanum Nakai
- Aconitum smithii Ulbr. ex Hand.-Mazz.
- Aconitum soongaricum (Regel) Stapf
- Aconitum souliei Finet & Gagnep.
- Aconitum soyaense Kadota
- Aconitum spathulatum W.T.Wang
- Aconitum spiripetalum Hand.-Mazz.
- Aconitum staintonii Lauener
- Aconitum stapfianum Hand.-Mazz.
- Aconitum stoloniferum Vorosch.
- Aconitum stramineiflorum P.K.Chang ex W.T.Wang
- Aconitum stylosoides W.T.Wang
- Aconitum stylosum Stapf
- Aconitum subglandulosum Khokhr.
- Aconitum sukaczevii Steinb.
- Aconitum superbum Fritsch
- Aconitum swatense Tamura
- Aconitum tabatae Tamura
- Aconitum taigicola Vorosch.
- Aconitum taipeicum Hand.-Mazz.
- Aconitum talassicum Popov
- Aconitum tangense Marquand & Airy Shaw
- Aconitum tanguticum (Maxim.) Stapf
- Aconitum tanzybeicum Stepanov
- Aconitum taronense (Hand.-Mazz.) H.R.Fletcher & Lauener
- Aconitum tatsienense Finet & Gagnep.
- Aconitum tauricum Wulfen – tojad tauryjski
- Aconitum tawangense R.Tiwary, Harsh Singh & D.Adhikari
- Aconitum tenue Rydb.
- Aconitum tenuicaule W.T.Wang
- Aconitum × teppneri Mucher ex Starm.
- Aconitum tongolense Ulbr.
- Aconitum toxicum Rchb.
- Aconitum transsectum Diels
- Aconitum trisectum (W.T.Wang & L.Q.Li) Luferov & Erst
- Aconitum × triste (Fisch. ex Rchb.) Gáyer
- Aconitum tsaii W.T.Wang
- Aconitum tsariense Lauener
- Aconitum tuoliense W.T.Wang
- Aconitum turczaninowii Vorosch.
- Aconitum umbrosum (Korsh.) Kom.
- Aconitum umezawae Kadota
- Aconitum uncinatum L.
- Aconitum urumqiense Z.Z.Yang
- Aconitum variegatum L. – tojad dzióbaty, t. pstry
- Aconitum vilmorinianum Kom.
- Aconitum violaceum Jacquem. ex Stapf
- Aconitum vitosanum Gáyer
- Aconitum volubile Pall. ex Koelle
- Aconitum wajimanum Kadota
- Aconitum williamsii Lauener
- Aconitum woroschilowii Luferov
- Aconitum wuchagouense Y.Z.Zhao
- Aconitum wumengense J.He & E.D.Liu
- Aconitum yangii W.T.Wang & L.Q.Li
- Aconitum yinschanicum Y.Z.Zhao
- Aconitum yunlingense Q.E.Yang & Z.D.Fang
- Aconitum yuparense Takeda
- Aconitum zigzag H.Lév. & Vaniot

## Zastosowanie
Uwaga: Wszystkie gatunki tojadu są bardzo silnie trujące, dlatego nie zaleca się jakichkolwiek prób leczenia bez wiedzy i zgody lekarza.
- Rośliny ozdobne: Wiele gatunków uprawianych jest dla efektownych, barwnych kwiatów.
- Rośliny lecznicze: Zawierają akonitynę – substancję o działaniu przeciwbólowym, stosowaną także w małych dawkach w leczeniu podagry (dny moczanowej). Zastosowanie niektórych gatunków:
  - Aconitum callibotryon (tojad mocny) – bulwiasty korzeń zawiera substancje o działaniu przeciwbólowym, skutecznym przede wszystkim w artretyzmie i rwie kulszowej.
  - Aconitum fischeri (tojad Fischera) – surowiec stanowią korzenie, a wyciągi z nich mają działanie uspokajające, przeciwbólowe, moczopędne, pobudzające pracę serca i poprawiające funkcjonowanie nerek.
  - Aconitum columbianum – z korzeni produkuje się leki przeciwbólowe, skuteczne przede wszystkim w artretyzmie i rwie kulszowej.
  - Aconitum stoerkianum (tojad Stoerka) – działanie i zastosowanie zbliżone do tojadu mocnego.
  - Aconitum variegatum (tojad dzióbaty) – działanie i zastosowanie zbliżone do tojadu mocnego.

## Ochrona
W Polsce dziko występuje kilkanaście gatunków, wszystkie objęte są ochroną gatunkową. Ze względu na zagrożenie wyginięciem 7 gatunków wpisano do Polskiej czerwonej księgi roślin, są to: tojad lisi, tojad wiechowaty, tojad wschodniokarpacki, tojad niski, tojad sudecki, tojad maniński, tojad morawski.